# Periyakodiveri
Periyakodiveri es una ciudad y nagar Panchayat situada en el distrito de Erode en el estado de Tamil Nadu (India). Su población es de 12330 habitantes (2011). Se encuentra a 62 km de Erode y 51 km de Tirupur.

## Demografía
Según el censo de 2011 la población de Periyakodiveri era de 12330 habitantes, de los cuales 6181 eran hombres y 6149 eran mujeres. Periyakodiveri tiene una tasa media de alfabetización del 67,99%, inferior a la media estatal del 80,09%: la alfabetización masculina es del 75,91%, y la alfabetización femenina del 60,01%.